# Yeroféi Jabárov

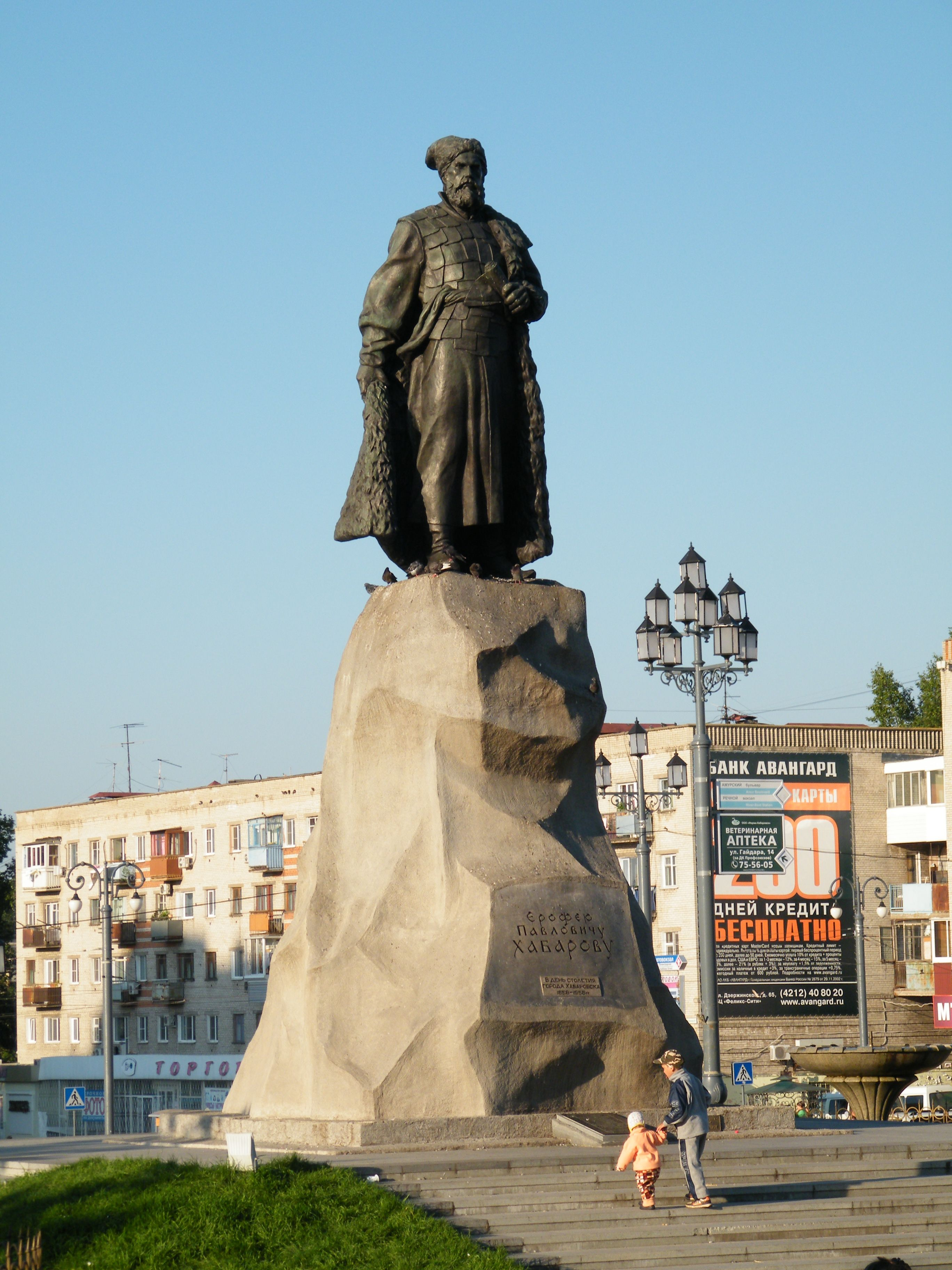
Monumento a Yeroféi Jabárov en Jabárovsk, pionero de Siberia y la región del río Amur.

Yeroféi Pávlovich Jabárov o Sviatitski (en ruso: Ерофей Павлович Хабаров-Святицкий, romanizado: Yeroféi Pávlovich Jabárov-Sviatitski); el nombre, en registros contemporáneos, se muestra con frecuencia como Yaroféi, Ярофей) (1603 - más tarde de 1671), fue un aventurero y emprendedor ruso, conocido por explorar la región del río Amur e intentar colonizarla para Rusia. La ciudad de Jabárovsk, así como la pequeña localidad y estación de ferrocarril de Yeroféi Pávlovich (Ерофей Павлович) (situada en el ferrocarril Transiberiano en el óblast de Amur) llevan su nombre.

## Biografía
Nativo del área de Veliki Ústiug en el norte de la Rusia europea, Jabárov era un gerente de las salinas de los Stróganov en Solvychegodsk. En 1625 Jabárov navegó desde la ciudad de Tobolsk al asentamiento de Mangazeya, localizado a orillas del río Taz. Tres años después, marchó de la ciudad con una expedición, llegando al río Jeta, en la parte más oriental de la península de Taimyr. En 1630 volvió a Tobolsk. Entre 1632 y 1641, alcanzó el río Lena, fundando unos asentamientos agrícolas con salinas a orillas del Lena, en las desembocaduras de los ríos Kuta y Kirenga.
En 1649 se convirtió en el segundo ruso en explorar la región del río Amur, tras la expedición cosaca comandada por Vasili Poyárkov (1643-46). En la primavera de 1649 partió, a sus propias expensas, hasta el río Oliokma, una ruta bastante mejor que la seguida por Poyárkov, varios centenares de kilómetros al oeste. Llegando a la parte superior del Amur (Dauria a principios de 1650, encontrando la región prácticamente desierta, ya que la fama de los cosacos le había precedido. Habiendo asegurado una buena ruta, volvió a Yakutsk en mayo de 1650, presentando sus informes. Elogió las tierras y advirtió del peligro de una intervención china, sugiriendo una nueva expedición con soldados profesionales. Dados los retrasos en las comunicaciones con Moscú, el voivoda de Yakutsk, Frantsbekov, decidió actuar por su cuenta y envió a Jabárov de nuevo al sur con una tropa mayor.
El voivoda también le entregó a Jabárov cartas del zar Alejo al príncipe Lavkai de Daur y al Príncipe Bogdói (en ruso: Князь Богдой, súbdito del Emperador de China de la dinastía Qing), conminándoles a someterse a la autoridad del zar ruso, amenazándoles con enviar un ejército de 6.000 hombres si no le obedecían.
Jabárov cruzó las montañas en otoño de 1650, encontrando esta vez resistencia armada. Después de recibir refuerzos en junio de 1651, empezó a bajar el río Amur. En septiembre llegaron a la desembocadura del Sungari, construyendo un fuerte de invierno en Albazín, cerca de la actual Jabárovsk, en lo que era la capital del príncipe daur. Sus exigencias de suministros provocaron una rebelión de la población nativa. Tras un tiempo, los habitantes locales pidieron ayuda a sus señores manchúes. El 24 de marzo de 1652 una fuerza de 2.000 chinos, armados con artillería, llegó desde Ninguta y atacaron Albazín. Jabárov se las arregló para vencerles, pero desconociendo el número de tropas chinas en la región, decidió retirarse Amur arriba. En su retirada encontró un ejército de 6.000 soldados chinos, pero fue capaz de evitarlos refugiándose en la niebla y la oscuridad. Algo más arriba encontró una fuerza de 117 cosacos que le habían sido enviados como refuerzos. Estos pronto se amotinarían, por lo que Jabárov pasó el resto del año intentando recuperar el control de sus hombres. 
En 1653 se dio un conflicto que no está del todo claro. En otoño, aparecieron 150 hombres a las órdenes de Dmitri Zinovev. Como era noble, Zinovev reclamó el mando, y Jabárov se negó a entregárselo, siendo por esta razón arrestado. Incapaz de ganar el apoyo de los hombres de Jabárov, y sin una vía adecuada de negociar con los chinos, Zinovev retiró todas las tropas del Amur.
Jabárov fue depuesto de su cargo y rango, desposeído de sus propiedades y fue enviado en un viaje de quince meses a Moscú para ser juzgado. Después de un año fue absuelto. Se le otorgó un título noble menor (Syn boyarski de Ilimsk) con la condición de que debía volver a Siberia. La siguiente vez que aparece en los registros es en 1658 cuando la Oficina siberiana ordenó que se le arrestara si rechazaba dirigir una nueva expedición al Amur. Después de esto desaparece de los anales.
Jabárov cartografió el río Amur en su "Esbozo del río Amur" (del ruso: 'Чертёж реки Амур').